# Wilhelmsgarten
Der Wilhelmsgarten in Braunschweig wurde 1755 auf historischem Boden als Barock-Palais errichtet, nachfolgend umgebaut und seit 1861 als Gaststätte und Veranstaltungszentrum genutzt. Während des Zweiten Weltkriegs wurde das Gebäude 1944 völlig zerstört und nach Kriegsende nicht wieder aufgebaut. Den Namen trug der Bau seit 1873 in Erinnerung an Kaiser Wilhelm I.

## Bau- und Nutzungsgeschichte
Der aus einer Braunschweiger Beckenwerkerfamilie stammende Lambert Wittekop errichtete 1512 ein Haus auf dem Grundstück des späteren Wilhelmsgarten an der nachmaligen Wilhelmstraße 20 in der Nähe der Katharinenkirche. Zwischen den Jahren 1525 und 1678 ist die Braunschweiger Ratsfamilie Schrader als Hausbesitzerin nachweisbar. Nach der 1671 erfolgten Eroberung der Stadt Braunschweig gab Herzog Rudolf August den Bau von 1678 bis 1687 an die Komturei des Deutschen Ordens.

### „Palais Hardenberg“
Im Zuge einer völligen Umgestaltung des Schraderschen Hauses errichtete der herzogliche Landbaumeister Martin Peltier de Belfort 1755 ein Barock-Palais für Philippine Charlotte von Voigts, Witwe des Oberamtmannes Johann Just von Voigts. Der braunschweigische Mitregent Karl Wilhelm Ferdinand kaufte das Haus 1772 für seine langjährige Mätresse Maria Antonia von Branconi, die es bis 1777 bewohnte. Von 1782 bis 1793 befand sich das Palais im Besitz des späteren preußischen Staatskanzlers Karl August von Hardenberg (1750–1822), der in dieser Zeit als braunschweigischer Minister mit der Reform des Schulwesens betraut war. Besitzerin von 1793 bis 1794 war die Frau des Vize-Oberstallmeisters von Thielau, der bis 1805 der Geheime Etatsrat Reichsgraf Christian Friedrich von Lüttichau folgte. Von 1805 bis 1837 gehörte das Haus dem Hofrichter Friedrich Ludwig von Münchhausen, anschließend dem Notar Friedrich Wilhelm Adolph du Roi.

### Gasthaus und Veranstaltungszentrum

Wilhelmsgarten Braunschweig 1898

Am 1. Mai 1861 erwarb der Brauereibesitzer Carl Gustav Thies die Liegenschaften, um dort bald darauf ein Gasthaus mit Konzertgarten zu eröffnen. In der oberen Etage befand sich von 1862 bis März 1872 die von der Braunschweiger Musikpädagogin Caroline Wiseneder (1807–1868) gegründete „Musikbildungsschule“. Thies veräußerte Haus und Garten 1871 an die Gebrüder Schulz aus Halle (Saale), die es bereits 1873 an die Braunschweiger Brauerei Streitberg verkauften. Diese gab dem Lokal im selben Jahr den Namen des ersten deutschen Kaisers, Wilhelm I. Im Jahre 1884 wurde der frühere Pächter Wilhelm Kruse Besitzer des Wilhelmsgarten, der unter Erwerb der angrenzenden Grundstücke An der Katharinenkirche 9 und 10 einen Umbau zu einem von R. Martinius entworfenen Veranstaltungszentrum im Rokokostil vornahm. Der 1894 eröffnete imposante Bau umfasste mehrere große Veranstaltungssäle, ein Bier- und Speiserestaurant sowie eine Weinstube. In den folgenden Jahren gastierten hier häufig Berliner Theatergruppen. Am 1. Mai 1899 ging der Wilhelmsgarten gemeinsam mit „Brünings Saalbau“ in einer neu gegründeten Aktiengesellschaft auf. Ein westlicher Erweiterungsbau wurde 1907 fertiggestellt. Nach Ende des Ersten Weltkriegs verlor der Wilhelmsgarten an Bedeutung. Am 4. Oktober 1921 wurde in dem Gebäude durch Theo Bachenheimer und Wilhelm Voigt ein Operettentheater eröffnet, das nur kurze Zeit bestand. Anfang 1929 gründete der Sänger Otto Spielmann das „Neue Operetten-Theater“, das im Frühjahr 1932 schließen musste. Von Dezember 1932 bis Februar 1933 nutzte das Braunschweigische Landestheater den Theatersaal für Aufführungen. Im Jahre 1935 wurde das Gebäude durch den Staat gekauft, der es bis 1937 für Vorlesungen und Seminarveranstaltungen für die Lehrerausbildung nutzte. Ein erneuter Umbau folgte 1939. Es war geplant, den Wilhelmsgarten als „Haus der Vorzeit“ als Bestandteil des Braunschweigischen Landesmuseums zu nutzen. Während des Zweiten Weltkriegs wurde das Gebäude 1944 völlig zerstört und nach Kriegsende nicht wieder aufgebaut. In dem Bereich befindet sich jetzt das Gebäudeensemble des Finanzamtes Braunschweig.
Heute erinnert noch die kurze Straße Wilhelmsgarten, zwischen Bohlweg und Wilhelmstraße gelegen, an das einstmals größte Gesellschaftshaus der Stadt.

## Baubeschreibung
Im Kellergewölbe befand sich die im rustikal-altdeutschen Stil ausgestaltete Weinstube Hardenbergkeller. Im großen Fest- und Theatersaal fanden mehr als 1.200 Gäste Platz. Der neben dem großen Saal gelegene, von Eichen umstandene Garten fasste 1800 Personen. Daneben existierte der Marmorsaal und der Spiegelsaal, die beide mit einer Bühneneinrichtung versehen waren und jeweils 300 Gäste aufnehmen konnten. Im ersten Stock lagen der Blaue Saal und der Neue Saal.